# Ewald-Heinrich von Kleist-Schmenzin

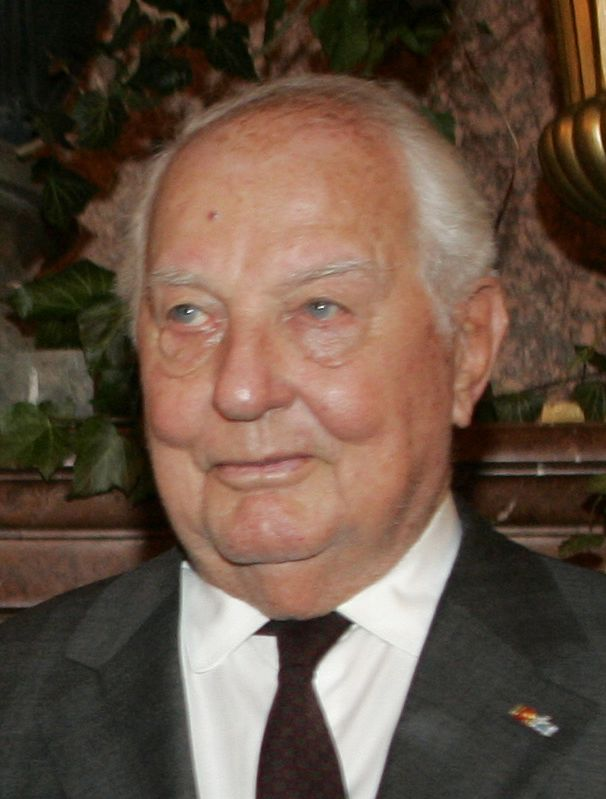
Ewald-Heinrich von Kleist en 2009

Ewald-Heinrich von Kleist-Schmenzin (Belgard, Pomerania, Prusia, 10 de julio de 1922-Múnich, Alemania, 8 de marzo de 2013) fue un militar de carrera alemán retirado y editor, activo miembro de la Resistencia alemana al nazismo y el último sobreviviente del complot del 20 de julio de 1944 (Operación Valquiria).

## Biografía

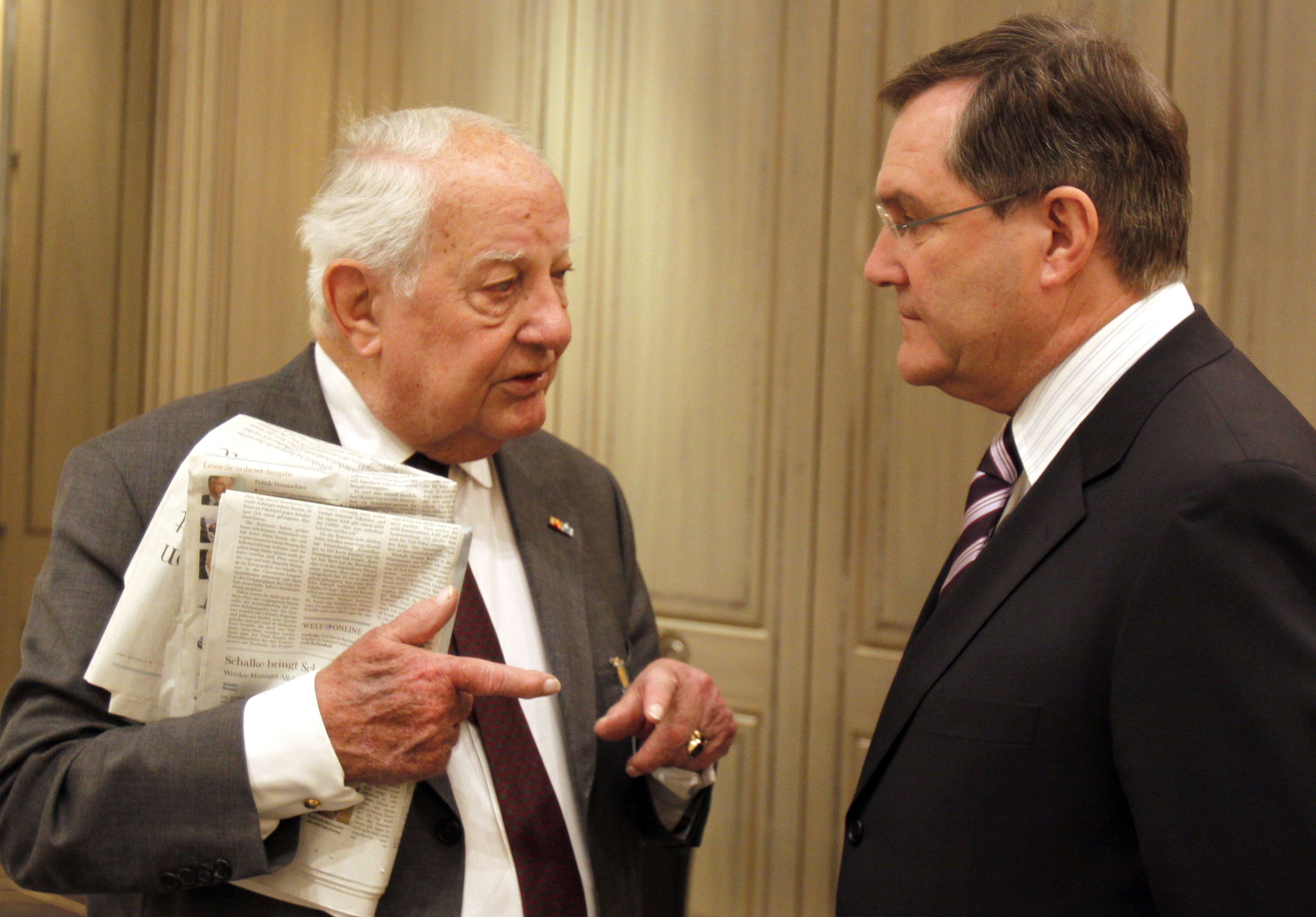
Von Kleist con Franz Josef Jung en 2009.

Nació en una familia noble de Pomerania en Köslin. Su padre fue Ewald von Kleist-Schmenzin (1890-1945). Ambos detestaban la ideología nazi criticándola en publicaciones desde 1929. Estos sentimientos se profundizaron con la Noche de los cuchillos largos. 
En 1940 fue reclutado en la infantería de la Wehrmacht y luego escogido personalmente para la resistencia por Claus von Stauffenberg.
En enero de 1944, con la bendición de su padre, fue voluntario para reemplazar a Axel Freiherr von dem Bussche-Streithorst en un atentado suicida contra Hitler, que fracasó. El 20 de julio fue uno de los participantes en la Bendlerblock de Berlín, y después del fracaso logró escabullirse de los procedimientos del Tribunal Popular (Volksgerichtshof) que acabaron con la vida de su padre, ahorcado en Plötzensee.
De todos modos, fue llevado al campo de concentración de Ravensbrück y destacado en el frente los últimos días de la guerra.
Después de la guerra se dedicó a ser editor y en 1962 fundó su editorial Ewald-von-Kleist-Verlag. Así mismo, fundó en 1963 la Conferencia de Seguridad de Munich, una conferencia anual sobre seguridad internacional.
Fue condecorado con la Gran Cruz de la Orden del Mérito de la República Federal de Alemania.
En la película alemana de 2004, Stauffenberg, es interpretado por el actor Sebastian Rüger.